# TSV Hartberg (piłka siatkowa mężczyzn)
TSV Sparkasse Hartberg – austriacki męski klub siatkarski z Hartberga założony w 1985 roku. 

## Nazwy drużyny
- 1985–2009 TSV Hartberg
- 2009–2011 TSV Sparkasse Hartberg
- 2011–2019 TSV Volksbank Hartberg
- 2019–2020 TSV Hartberg Volleyball
- 2020– TSV Raiffeisen Hartberg

## Sukcesy
Puchar Austrii:
- 2007, 2013

Liga austriacka:
- 2024[1], 2025[2]
- 2023